# Chodouny
Chodouny település Csehországban, a Litoměřicei járásban. Chodouny Vrbice, Křešice, Kyškovice, Polepy, Libotenice, Hrobce és Černěves településekkel határos. Lakosainak száma 693 fő (2024. január 1.).

## Népesség
A település lakosságának változását az alábbi diagram mutatja:
| Lakosok száma | 758  | 1031 | 1108 | 746  | 663  | 610  | 642  | 667  | 670  | 693  |
|               | 1869 | 1900 | 1921 | 1961 | 1980 | 2011 | 2016 | 2019 | 2021 | 2024 |